# Deborah Richter
 (mai 2010).
Si vous disposez d'ouvrages ou d'articles de référence ou si vous connaissez des sites web de qualité traitant du thème abordé ici, merci de compléter l'article en donnant les références utiles à sa vérifiabilité et en les liant à la section « Notes et références ».
Deborah Richter, née le 1er septembre 1961 à Los Angeles, est une actrice américaine.
Deborah est également connue pour être dans les concours de beauté.
Elle est parfois créditée comme Debbie Richter ou Debi Richter.

## Biographie

### Vie personnelle
Elle a été mariée avec Charles Haid de 1985 à 1988.

### Carrière
Elle est principalement connue pour ses rôles dans les films Square Dance (1987) et Cyborg (1989). 